# Hermann Heimerich
Hermann Heimerich (* 21. Dezember 1885 in Würzburg; † 5. Januar 1963 in Heidelberg) war ein deutscher Jurist und Politiker (SPD).

## Leben
Heimerichs Vater war ein hoher bayrischer Justizbeamter, seine Mutter eine Gutsbesitzerstochter aus Schweinfurt. Da der Vater häufig versetzt wurde, besuchte Hermann Heimerich in den Jahren von 1896 bis 1905 Gymnasien in Neuburg an der Donau, Bamberg und Nürnberg. Hier wandte er sich dem Naturalismus zu und kam über die Bekanntschaft mit Carl Scholl zur freireligiösen Bewegung.
Er studierte Rechtswissenschaften in München, Genf und Würzburg. Während seiner Studienzeit in München beteiligte er sich im Jungdeutschen Kulturbund und im Kartell der freiheitlichen Vereine in München. Er beendete sein Studium in Würzburg und promovierte während seiner Referendarszeit über das Thema: Das Recht der freireligiösen Gemeinden in Preußen.
Er trat im Jahr 1911 in Nürnberg der SPD bei und wurde Mitglied der freireligiösen Gemeinde. Von 1912 bis 1919 unterhielt er eine Rechtsanwaltskanzlei. Zusätzlich war er während des Ersten Weltkriegs Schreiber im Nürnberger Militärlazarett und später in leitender Funktion beim Lebensmittelamt. Von 1919 bis 1925 war Heimerich als besoldeter Stadtrat Leiter des Wohlfahrtsamtes in Nürnberg. Nachdem er sich zweimal vergeblich für Bürgermeisterposten in Berlin und Breslau beworben hatte, wurde er  im Jahr 1925 Bürgermeister für Wirtschaft in Kiel. 1925 wurde er auch in den schleswig-holsteinischen Provinziallandtag gewählt.
Nachdem er das Angebot des Kölner Oberbürgermeisters Konrad Adenauer dort Erster Beigeordneter zu werden ausgeschlagen hatte, wurde Heimerich im Jahr 1928 der erste SPD-Oberbürgermeister in Mannheim. Er stellte seine Amtszeit unter die Maxime „Mannheim, Stadt der Arbeit und der Kunst“ und wollte damit gegen das Image der Industriestadt kämpfen. In der bis heute letzten größeren Eingemeindungsphase wurden mehrere Vororte an Mannheim angegliedert. 1933 wurde er von den Nationalsozialisten in Schutzhaft genommen – er hatte sich geweigert, die Hakenkreuzfahne am Rathaus hissen zu lassen – und wurde im Juni als Oberbürgermeister abgesetzt.
Heimerich siedelte nach Berlin über und betätigte sich als Wirtschaftstreuhänder. Nach dem Zweiten Weltkrieg kehrte er in die Rhein-Neckar-Region zurück und war von Mai bis Juli 1945 Oberregierungspräsident der Provinzialregierung Mittelrhein-Saar in Neustadt an der Weinstraße. Nachdem die französische Militärverwaltung die gerade erst gebildete Provinz wieder aufgelöst hatte, ließ sich Heimerich als Rechtsanwalt in Heidelberg nieder. 1946 gründete er mit weiteren Personen die Zeitschrift „Betriebs-Berater“.

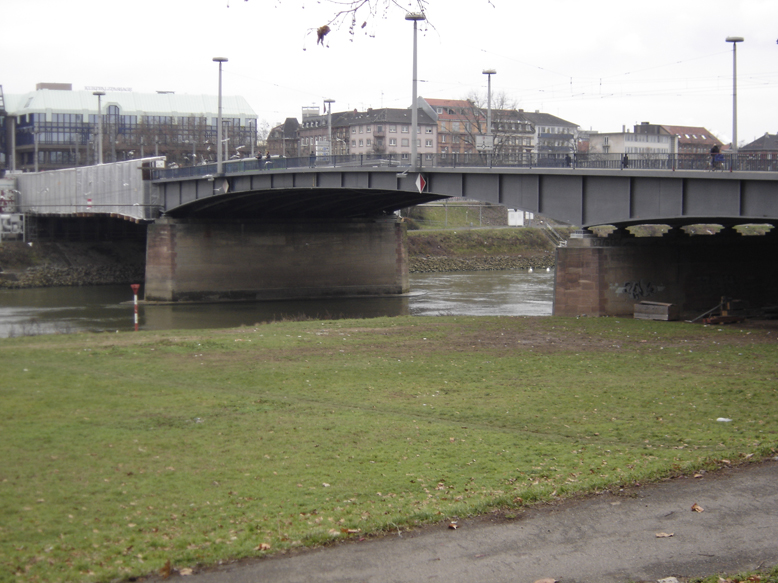
Anstelle der zerstörten Friedrichsbrücke konnte Heimerich 1950 die nun umbenannte Kurpfalzbrücke eröffnen.

Zeitgenossen beschrieben Heimerich als stolzen, unnahbaren Charakter, als einen Standhaften, den der „Zeitgeist“ nicht umwehen konnte. In seiner eigenen Partei aufgrund seiner ungebundenen Art nicht wirklich geliebt, wurde Heimerich in Mannheim zunächst übergangen. Nach dem plötzlichen Tod des amtierenden Oberbürgermeisters Fritz Cahn-Garnier (SPD), forderten allerdings sogar CDU und DVP die Nominierung Hermann Heimerichs.
Seine zweite Amtszeit von 1949 bis 1955 stand unter dem Zeichen des Wiederaufbaus des völlig zerbombten Mannheim. Dabei galt es, zunächst für die Ausgebombten in großem Umfang neuen Wohnraum zu schaffen. Beim Wiederaufbau ging es Heimerich aber nicht nur um die materielle Bereitstellung von Wohnungen. Mit einer Politik der „sozialen Stadtgestaltung“, die auf eine Durchgrünung der Bebauung und eine Dezentralisierung der öffentlichen Einrichtungen zielte, versuchte er das Lebensniveau der Einwohner insbesondere in den Vororten zu steigern. Dies geschah vor allem in dem Außenbezirk Schönau, der unter der Amtsführung von Hermann Heimerich ein Zentrum mit mehreren Gemeinschaftseinrichtungen (Bürgeramt, Zweigstelle der Bibliothek, kommunales Kino etc.) erhielt.
Daneben förderte Heimerich auch Kunst und Kultur und engagierte sich stark für den Neubau des Nationaltheaters. Die Durchführung der ersten Kultur- und Dokumentarfilmwoche (1952), die im Internationalen Filmfestival Mannheim-Heidelberg bis heute weiterlebt, die Stiftung des Schillerpreises (1954) und die Neuordnung der Museumsverhältnisse mit der Gründung des Reiß-Museums (eröffnet 1957) gingen auf seine Initiative zurück.

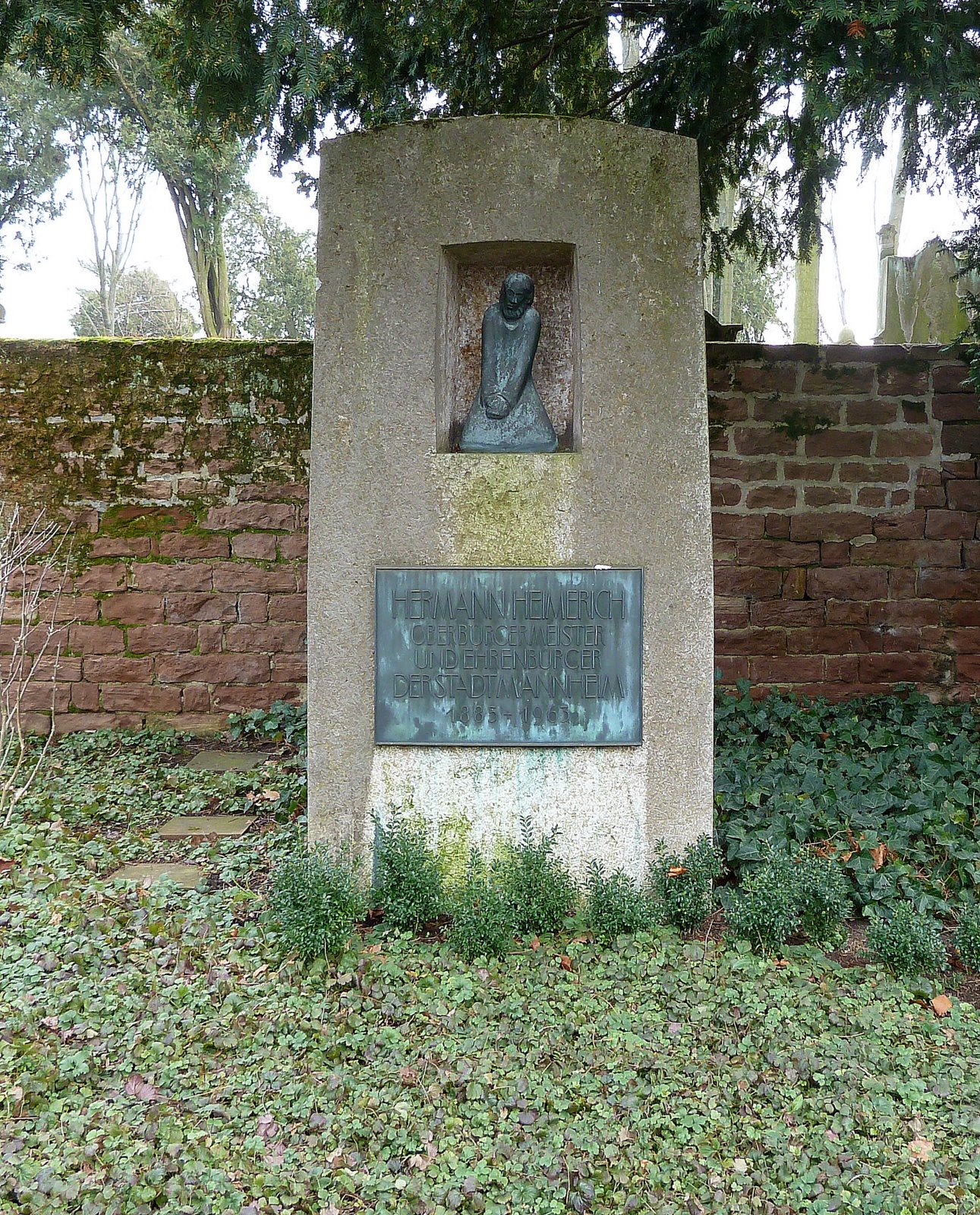
Grabanlage von Hermann Heimerich auf dem Mannheimer Hauptfriedhof geschmückt von einer Muschelkalkstele mit Figurennische, in der sich eine Bronze, „Der Zweifler“ von Ernst Barlach, befindet

Ungewöhnlich für die Adenauer-Ära setzte er sich zudem für eine zeitnahe Auseinandersetzung mit dem „Erbe“ des Dritten Reiches ein. Unermüdlich kämpfte Heimerich um den Bau einer neuen Synagoge, die schließlich zwei Jahre nach seinem Ausscheiden aus der Kommunalpolitik als zweites nach dem Holocaust im deutschen Südwesten neu errichtetes jüdisches Gotteshaus geweiht werden konnte. Auch der Gedanke der gemeinsamen Kurpfalz wurde von ihm hoch gehalten. Daher engagierte er sich für den Südweststaat und gegen den badischen Einzelstaat. Die Hoffnung auf eine Korrektur der Landesgrenzen und einen Anschluss der linksrheinischen Pfalz erfüllte sich allerdings nicht.
Nach dem regulären Ablauf seiner Amtszeit war Heimerich bis zu seinem Tod 1963 als Rechtsanwalt in Mannheim tätig. Er war verheiratet mit Anna Luise Schilling (1896–1978). Sein Grab auf dem Mannheimer Hauptfriedhof, welches von dem mit ihm befreundeten Bildhauer Philipp Harth entworfen worden ist, ziert eine Muschelkalkstele mit Figurennische. Darin ist die Bronzeskulptur „Der Zweifler“ von Ernst Barlach aus dem Besitz des Verstorbenen.

## Ehrungen
Die Mannheimer Handelshochschule verlieh Hermann Heimerich 1932 die Ehrendoktorwürde. Im Jahr 1955 wurde Heimerich aufgrund seiner Verdienste für den Wiederaufbau die Ehrenbürgerwürde der Stadt Mannheim verliehen und die Wirtschaftshochschule ernannte ihn zum Professor.

## Würdigungen
Nach seinem Tod im Januar 1963 benannte der Gemeinderat eine Uferpromenade des Neckars nach ihm. Später wurde ein Wohnheim des Studentenwerks Mannheim nach ihm benannt. In Nürnberg trägt die Heimerichstraße seinen Namen.
Der Raumordnungsverband Rhein-Neckar bzw. der Verband Region Rhein-Neckar verleiht seit 1972 die Hermann-Heimerich-Plakette für besondere Verdienste um die Entwicklung des Rhein-Neckar-Raums. Die bisherigen Preisträger sind Hans Reschke, Reinhold Zundel, Kurt Becker-Marx, Ekkehard Lommel, Paul Schädler, Walter Krause, Theo Gießelmann, Gottfried Schmitz, Willibald Kimmel, Klaus Fischer, Georg Kohler, Wolfgang Pföhler, Eggert Voscherau, Werner Schineller, Helmut Beck, Uwe Kleefoot, Roland Schilling und Horst Sieber.

## Zitate
„Wir wollten die ganze damalige Lebensreformbewegung zusammenfassen, wollten Jahrbücher und Handbücher herausgeben, ein kulturpolitisches Seminar zur Ausbildung von jüngeren Kräften errichten, Sonntagsfeiern veranstalten, den Moralunterricht ausbauen und Volkshäuser errichten.“

„Es genügt nicht, daß eine Stadt ordentlich verwaltet wird.“

## Veröffentlichungen
- Lebenserinnerungen eines Mannheimer Oberbürgermeisters. Kohlhammer, Stuttgart 1981, ISBN 3-17-007169-6.
- Die kommunale Entwicklung seit 1945. Metzner, Frankfurt am Main 1950.
- Rüstungsbefehl auf Betriebserweiterung und Schuldenabwicklung. Verl. Ges. Recht u. Wirtschaft, Heidelberg 1947.
- Jugendwohlfahrt und sozialistische Weltanschauung: Referat, geh. auf d. Tagung d. Arbeiterwohlfahrt in Kiel. Chr. Hanse, Kiel 1927.